# Жан Карме
Жан Габріє́ль Едмо́н Карме́ (фр. Jean Carmet; 25 квітня 1920, Бургей, Ендр і Луара, Франція — 20 квітня 1994, Севр, О-де-Сен, Франція) — французький актор, сценарист. Двічі лауреат премії «Сезар» за найкращу чоловічу роль другого плану та Почесного «Сезара» за видатний внесок у французький кінематограф .

## Життєпис
Жан Карме народився 25 квітня 1920 року в містечку Бургей департаменту Ендр і Луара, на захід від Парижу у скромній сім'ї єзуїтів. Юнаком, кинувши школу, вирушив до Парижа де влаштувався статистом спочатку в Театр Шатле а потім до Опери Гарньє. Надалі його взяли на роботу учнем постановника Марселя Еррана у Театр Матюран (фр. Théâtre des Mathurins). У цей же період він з'явився у невеликих епізодах в кількох фільмах, зокрема в «Дітях раю» (Les enfants du paradis) та в «Демонах світанку» (Les démons de l'aube). Потім Карме поступив до трупи «Branquignols» Робера Дері куди входили також Луї де Фюнес, Жан Лефевр, Мішель Серро, П'єр Торнад та інші. Водночас актор частіше почав зніматися в кіно.
На радіо Карме грав роль Гастона Дюве у виставі «Сім'я Дюратон» (La Famille Duraton), і його голос став у 1950-і роки дуже відомим.

## Кар'єра
На початок 1960-х років Жан Карме ввійшов до числа відомих комедійних акторів французького кінематографу. Виконував, преважно, ролі другого плану та був одним з найзатребуваніших французьких акторів 1960-1980-х років. Карме зіграв у фільмах таких відомих режисерів, як Жан Ренуар, Крістіан-Жак, Луїс Бунюель Бертран Бліє та Клод Шаброль. Знімався у кіно- та телефільмах у Франції, Італії, Німеччині, Великій Британії, Канаді. Писав сценарії до фільмів.
За свою 50-річну кар'єру Жан Карме знявся у понад 200 фільмах, був двічі нагороджений «Сезаром» за найкращу чоловічу роль другого плану (1983, 1992) та Почесним «Сезаром» (1994), якого вручав йому його друг Жерар Депардьє.
До найвідоміших персонажів Жана Карме належить невдачливий приятель головного героя, Моріс, у дилогії Іва Робера «Високий блондин у чорному черевику» та «Повернення високого блондина», а також роль Планше в екранізації 1961 року знаменитого роману Александра Дюма «Три мушкетери».
Жан Карме грав також ролі, що не входять до галереї створених ним комічних образів. У 1974 році актор зіграв роль мосьє Лажуа у гостросоціальній стрічці французького режисера Іва Буассе «Дюмон Лажуа» (в радянський прокат фільм вийшов пад назвою «Це сталося у свято»). Роль рядового, обмеженого, одержимого темними расовими інстинктами, а заразом і похіттю, обивателя — одна з найкращих в акторській біографії Жана Карме.

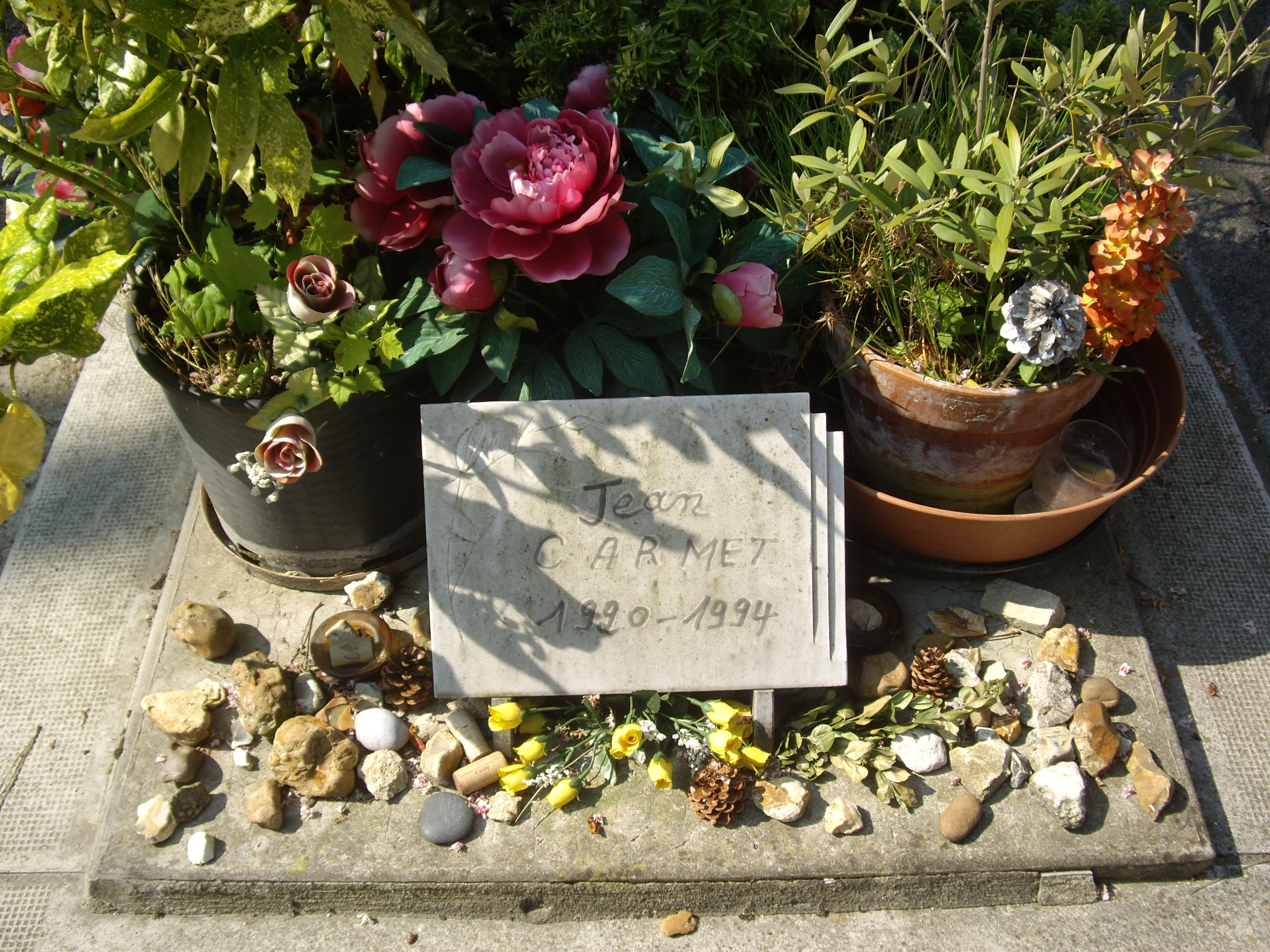
Могила Ж. Карме на кладовищі Монпарнас

Помер Жан Карме 20 квітня 1994 року від серцевого нападу, лише через пару місяців після отримання ним Почесного «Сезара».
Жана Карме поховали на Монпарнаському кладовищу у Парижі. У останню путь його проводжали відомі діячі французького кіно та близькі друзі: Мішель Серро, Жерар Депардьє, Мішель Галабрю, Жан Лефевр, Робер Оссейн, Бертран Бліє, Жан-Клод Бріалі, Франсіс Вебер, Ів Робер, Клод Шаброль та багато інших.
У Жана Карме залишилися два сини: Олів'є Карме, паризький адвокат і Жан-Франсуа Карме, автор біографічної книги про батька «Carmet intime». У 1999 році, вже після смерті актора, у видавництві «Plon» вийшла його книга, написана перед смертю, «Je suis le badaud de moi même» («Роззявив рот на самого себе»). У рідному місті Жана Карме, Бургеї, його ім'ям названо театр та проспект.

## Фільмографія (вибіркова)
| Рік       |    | Українська назва                                      | Оригінальна назва                                                | Роль                                                |
| --------- | -- | ----------------------------------------------------- | ---------------------------------------------------------------- | --------------------------------------------------- |
| 1994      | тф | Б як Боло                                             | B comme Bolo                                                     | Боло                                                |
| 1994      | тф | Євгенія Гранде                                        | Eugénie Grandet                                                  | мосьє Гранде                                        |
| 1994      | ф  | Хованки з готівкою                                    | Cache Cash                                                       | Дюранде                                             |
| 1993      | ф  | Кімната 108                                           | La chambre 108                                                   | Рене Бертільйон                                     |
| 1993      | ф  | Жерміналь                                             | Germinal                                                         | Вінсент Майо, на прізвисько Боннемор                |
| 1993      | ф  | Іди молодість!                                        | Roulez jeunesse!                                                 | Мішель                                              |
| 1992      | тф | Вальядолідська хунта                                  | La controverse de Valladolid                                     | Папський легат                                      |
| 1992      | ф  | Парад ідіотів                                         | Le bal des casse-pieds                                           | мосьє Вандуб                                        |
| 1992      | ф  | Мої обманщики                                         | Mes coquins                                                      | колоніст                                            |
| 1991      | тф | Блакитні зошити                                       | Les cahiers bleus                                                | директор                                            |
| 1991      | тф | М'ясоїди                                              | Les carnassiers                                                  | Шаво                                                |
| 1991      | ф  | Біла королева                                         | La Reine blanche                                                 | Люсьєн                                              |
| 1991      | тф | Заборонений вихід                                     | Sortie interdite                                                 |                                                     |
| 1990      | ф  | Спасибі, життя                                        | Merci la vie                                                     | Раймон Пеллево                                      |
| 1990      | ф  | Замок моєї матері                                     | Le château de ma mère                                            | п'яний охоронець                                    |
| 1990      | ф  | Шостий палець                                         | Le sixième doigt                                                 | командир                                            |
| 1990      | ф  | Дитяча гра                                            | Un jeu d'enfant                                                  | дід                                                 |
| 1989      | тф | Бувар s Пекюше                                        | Bouvard et Pecuchet                                              | Жюст Пекуше                                         |
| 1989      | ф  | Неочікуваний гість                                    | L'invité surprise                                                | полковник                                           |
| 1989      | ф  |                                                       | Périgord noir                                                    | Жан-Луї                                             |
| 1988      | ф  | Цвяхоїд                                               | Mangeclous                                                       | Емільєн                                             |
| 1988      | ф  | Жінка-змія                                            | La vouivre                                                       | Реквієм                                             |
| 1988      | тф | Готель                                                | Palace                                                           | фр. L'homme des bréves de comptoir                  |
| 1988      | с  | Холодний піт                                          | Sueurs froides                                                   | журналіст                                           |
| 1987      | ф  | Вік мосьє збільшується                                | L'âge de Monsieur est avancé                                     | режисер/Дезіре                                      |
| 1987      | ф  | Два крокодили                                         | Les deux crocodiles                                              | Еміль Ріверо                                        |
| 1987      | ф  | Чернець та чаклунка                                   | Le moine et la sorcière                                          | кюре/парафіяльний священик                          |
| 1987      | тф | Ідіоти                                                | Les idiots                                                       | Мінор                                               |
| 1987      | ф  | Жорстокий                                             | La brute                                                         | мемьє Деліо                                         |
| 1987      | ф  | Міс Мона                                              | Miss Mona                                                        | міс Мона                                            |
| 1986      | ф  | Гірке шампанське                                      | Champagne amer                                                   | Зігу                                                |
| 1986      | тф |                                                       | Les étonnements d'un couple moderne                              | Рафаель Пуатевен                                    |
| 1986      | ф  | Втікачі                                               | Les fugitifs                                                     | Мартін                                              |
| 1986      | ф  | Слідкуйте за поглядом                                 | Suivez mon regard                                                | Дезіре, селянин                                     |
| 1986      | ф  | Мій зять убив мою сестру                              | Mon beau-frère a tué ma soeur                                    | Жоселін                                             |
| 1986      | тф | Літо 36                                               | L'été 36                                                         | Віші Фрейз                                          |
| 1985      | тф |                                                       | Vingt ans d'absence                                              | Леонар                                              |
| 1985      | ф  | Кіт                                                   | Le matou                                                         | Егон Ратаблаваський                                 |
| 1985      | ф  | Чарівна ніч                                           | Night Magic                                                      | Сем                                                 |
| 1985      | ф  | Заварушка                                             | Sac de noeuds                                                    | мосьє Бужинський — фармацевт, який ненавидить копів |
| 1985      | с  |                                                       | Châteauvallon                                                    | фальсифікатор                                       |
| 1984      | ф  | Стрільба уприглядку                                   | Tir à vue                                                        | L'inspecteur Robert Casti / комісар Касті           |
| 1984      | ф  | Злочин Овідія Плуфа                                   | Le crime d'Ovide Plouffe                                         | тихоокеанський Берте                                |
| 1983      | ф  | Облава                                                | Canicule                                                         | Сократ                                              |
| 1983      | ф  | Татусь вступив до Опір                                | Papy fait de la résistance                                       | Андре Бурдель                                       |
| 1983      | тф | Три мерці в нулі                                      | Trois morts à zéro                                               | Бертан                                              |
| 1983      | ф  | Як сніг на голову                                     | Un chien dans un jeu de quilles                                  | Жозеф Коен                                          |
| 1982      | ф  | Знедолені                                             | Les misérables                                                   | Тенардьє                                            |
| 1982      | ф  | Гі де Мопассан                                        | Guy de Maupassant                                                | Франсуа                                             |
| 1981      | тф | Суд очевидного божевілля                              | Le tribunal des flagrants délires                                | обвинувачуваний                                     |
| 1981      | ф  | Суп з капустою                                        | La soupe aux choux                                               | землекоп Франсіс Шерас на прізвисько Горбунвідомий  |
| 1981      | ф  | Чоловіча справа                                       | Une affaire d'hommes                                             | Крепс                                               |
| 1981      | тф | Подвійне життя Теофраста Лонге                        | La double vie de Théophraste Longuet                             | Теофраст Лонге                                      |
| 1981      | ф  | Фальшивка                                             | Die Fälschung                                                    | Руднік                                              |
| 1981      | ф  | Занадто сильне кохання                                | L'amour trop fort                                                | Макс                                                |
| 1981      | ф  | Вперед, сини вітчизни                                 | Allons z'enfants                                                 | ад'ютант Шалюмо                                     |
| 1980      | тф | Священик Турс                                         | Le curé de Tours                                                 | абат Бірото                                         |
| 1980      | ф  | Банкірша                                              | La banquière                                                     | Дюверне                                             |
| 1979      | ф  | Холодні закуски                                       | Buffet froid                                                     | вбивця                                              |
| 1979      | ф  | Ласкавий товстун                                      | Gros câlin                                                       | Еміль Кузен                                         |
| 1979      | ф  | Я так давно тебе кохаю                                | Il y a longtemps que je t'aime                                   | Франсуа Дюпуі                                       |
| 1978      | ф  | Маленьке красиве село                                 | Un si joli village…                                              | суддя Нобле                                         |
| 1978      | ф  | Цукор                                                 | Le sucre                                                         | Адрієн Куртуа                                       |
| 1978      | ф  | Віолетта Нозьєр                                       | Violette Nozière                                                 | Баптист Нозьєр                                      |
| 1978      | ф  | Нове Божоле з'явилося!                                | Le beaujolais nouveau est arrivé                                 | Camadule                                            |
| 1977      | ф  | Сьома рота при світлі місяця                          | La 7ème compagnie au clair de lune                               | мосьє Альберт, контрабандист                        |
| 1977      | ф  | Рене-тростина                                         | René la canne                                                    | навідник                                            |
| 1977      | ф  | Аліса, або Остання втеча                              | Alice ou la dernière fugue                                       | Кола                                                |
| 1976      | ф  | Чорне і біле у кольорі                                | La Victoire en chantant                                          | сержант Босле                                       |
| 1976      | ф  | Омлет                                                 | Les oeufs brouillés                                              | Марсель Дютійєль                                    |
| 1975      | ф  | Занадто — це занадто                                  | Trop c'est trop                                                  |                                                     |
| 1975      | ф  | Дюпон Лажуа                                           | Dupont Lajoie                                                    | Жорж Лажуа                                          |
| 1974      | ф  | Повернення високого блондина                          | Le retour du grand blond                                         | Моріс Лефевр                                        |
| 1974      | ф  | Цілую, до понеділка                                   | Bons baisers… à lundi                                            | Анрі-П'єр — лідер тріо бідних злочинців             |
| 1974      | ф  | У савана немає кишень                                 | Un linceul n'a pas de poches                                     | комісар Буде                                        |
| 1974      | с  | Незвичайні історії                                    | Histoires insolites                                              | Жорж                                                |
| 1974      | ф  | Як досягти успіху в справах, коли ти дурень і плаксій | Comment réussir… quand on est con et pleurnichard                | Антуан Робіно                                       |
| 1974      | ф  | Із закритими очима                                    | Les yeux fermés                                                  | Рауль                                               |
| 1974      | ф  | Відповідна пика                                       | La gueule de l'emploi                                            | ресторатор                                          |
| 1974      | ф  | Урсула і Грелу                                        | Ursule et Grelu                                                  | Люсьєн                                              |
| 1973      | ф  | Не плач з повними вустами                             | Pleure pas la bouche pleine                                      | Луї, батькл                                         |
| 1973      | ф  | Гаспари                                               | Les gaspards                                                     | Поль Буррю, виноторговець                           |
| 1973      | ф  | Великі почуття ведуть до великої їжі                  | Les grands sentiments font les bons gueuletons                   | Жорж Арман                                          |
| 1973      | ф  | Конс'єрж                                              | Le concierge                                                     | Людловік                                            |
| 1973      | тф | Серйозний клієнт                                      | Un client sérieux                                                | Мапіп                                               |
| 1973      | ф  | Найбожевільніша причина                               | La raison du plus fou                                            | чоловік директорки                                  |
| 1972      | ф  | Високий блондин у чорному черевику                    | Le grand blond avec une chaussure noire                          | Моріс                                               |
| 1972      | ф  | Конюшина з п'ятьма листочками                         | Le trèfle à cinq feuilles                                        | лорд Пікрат                                         |
| 1972      | ф  | Базікає, краде, іноді — вбиває                        | Elle cause plus, elle flingue                                    | фр. Jambe de laine                                  |
| 1972      | ф  | Простачок                                             | L'ingénu                                                         | рибак                                               |
| 1972      | ф  | Пригоди Альфреда                                      | Les Malheurs d'Alfred                                            | Поль                                                |
| 1972      | тф | Довгі ридання                                         | Les sanglots longs                                               | Сіріо                                               |
| 1972      | ф  | Довічна рента                                         | Le viager                                                        | Метр В'єрзон, адвокат Ноеля                         |
| 1971      | ф  | Чорне знамено над котелком                            | Le drapeau noir flotte sur la marmite                            | Сталін                                              |
| 1971      | ф  | Перед тим, як опуститься ніч                          | Juste avant la nuit                                              | Жанно                                               |
| 1971      | ф  | Людина, що прийшла вночі                              | L'homme qui vient de la nuit                                     | Анжело                                              |
| 1970      | ф  | Вечірній крик баклана над джонками                    | Le cri du cormoran, le soir au-dessus des jonqu es               | Жежен                                               |
| 1970      | ф  | Маленький театр Жана Ренуара (ТВ)                     | Le petit théâtre de Jean Renoir                                  | доктор Феро                                         |
| 1970      | ф  | Послушниці                                            | Les novices                                                      | фр. Le client au chien                              |
| 1970      | ф  | І скоро наступить пітьма                              | And Soon the Darkness                                            | Реньє                                               |
| 1970      | ф  | Розрив                                                | La rupture                                                       | містер Пінеллі                                      |
| 1969      | ф  | Вона не п'є, не палить, не пристає… але говорить!     | Elle boit pas, elle fume pas, elle drague pas, mais… elle cause! | бармен                                              |
| 1969      | ф  | Пропустіть дідуся з кактусом                          | Poussez pas grand-père dans les cactus                           | власник кафе                                        |
| 1969      | ф  | Золота вдова                                          | Une veuve en or                                                  | фр. Un membre du Yiddish International Power        |
| 1969      | ф  | Прекрасний аромат грошей                              | Un merveilleux parfum d'oseille                                  | Карл де Керфунтель                                  |
| 1969      | ф  | Великі хитруни                                        | Les gros malins                                                  | колектор                                            |
| 1968      | ф  | Щасливчик Александр                                   | Alexandre le bienheureux                                         | фр. La Fringale                                     |
| 1967      | ф  | Ідіот у Парижі                                        | Un idiot à Paris                                                 | Ернест Графольєр                                    |
| 1966      | ф  | Роже-Позор                                            | Roger la Honte                                                   | Трісто                                              |
| 1966      | ф  | Гаманець або життя                                    | La bourse et la vie                                              | кюре                                                |
| 1965—1970 | с  | Дорогі святі                                          | Les saintes chéries                                              |                                                     |
| 1965      | ф  | Гульвіси                                              | Les bons vivants                                                 | Пауло                                               |
| 1964      | ф  | Горили                                                | Les gorilles                                                     | косар                                               |
| 1964      | ф  | Вперед, Франція!                                      | Allez France!                                                    | фр. Le porte drapeau                                |
| 1964      | ф  | Зал очікування                                        | Les pas perdus                                                   | Деде Ламартен                                       |
| 1964      | ф  | Колотнеча серед вдів                                  | Du grabuge chez les veuves                                       | фр. L'horloger à l'enterrement                      |
| 1963      | ф  | Ярмарок двієчників                                    | La foire aux cancres (Chronique d'une année scolaire)            | начальник станції                                   |
| 1963      | ф  | Мелодія з підвалу                                     | Mélodie en sous-sol                                              | бармен                                              |
| 1962      | ф  | Ми поїдемо в Дювіль                                   | Nous irons à Deauville                                           | рознощик                                            |
| 1962      | ф  | Під світлом місяця у Мобеже                           | Un clair de lune à Maubeuge                                      | водій                                               |
| 1962      | ф  | Диявол і десять заповідей                             | Le diable et les dix commandements                               | бездомний, Трамп                                    |
| 1962      | ф  | Пришпилений капрал                                    | Le caporal épinglé                                               | Гійом                                               |
| 1961      | ф  | Три мушкетери                                         | Les trois mousquetaires                                          | Планше                                              |
| 1961      | ф  | Прекрасна американка                                  | La belle Américaine                                              | злодій                                              |
| 1959      | ф  | О, що за мамбо!                                       | Oh! Qué mambo                                                    | Джо ле Бежу                                         |
| 1959      | ф  | Бабетта йде на війну                                  | Babette s'en va-t-en guerre                                      | Антуан                                              |
| 1958      | ф  | Дивна неділя                                          | Un drôle de dimanche                                             | черговий                                            |
| 1958      | ф  | Бігорн, Капрал Франції                                | La bigorne                                                       | Баллуше                                             |
| 1957      | ф  | Мадемуазель та її банда                               | Mademoiselle et son gang                                         | Деде                                                |
| 1957      | ф  | Три матроси                                           | Trois de la marine                                               | Папіллот                                            |
| 1956      | ф  | Пригоди Тіля Уленшпігеля                              | Les aventures de Till L'Espiègle                                 | Ламме                                               |
| 1956      | ф  | Крихітки у простака                                   | Bébés à gogo                                                     | Губерт                                              |
| 1956      | ф  | Чудесні канікули                                      | Ces sacrées vacances                                             | 2-й інспектор                                       |
| 1956      | ф  | Троє з Канеб'єра                                      | Trois de la Canebière                                            |                                                     |
| 1956      | ф  | День добрий, посмішко!                                | Bonjour sourire!                                                 | Жан Куртебрі                                        |
| 1955      | тф | Святкова вечеря                                       | Le réveillon                                                     |                                                     |
| 1955      | ф  | Добрий день, посмішко                                 | Bonjour sourire                                                  | Жан Куртебрід                                       |
| 1954      | ф  | Адам і Єва                                            | Adam est… Ève                                                    | Гастон                                              |
| 1954      | ф  | П'єдалю-депутат                                       | Piédalu député                                                   |                                                     |
| 1953      | ф  | Північ, набережна Берсі                               | Minuit… Quai de Bercy                                            | Мерле, заступник інспектора                         |
| 1952      | ф  | Ліс прощання                                          | La forêt de l'adieu                                              | Баптист                                             |
| 1952      | ф  | Турне великих князів                                  | La tournée des grands Ducs                                       | сільський священик                                  |
| 1952      | ф  | Вона і я                                              | Elle et moi                                                      | Гастон                                              |
| 1952      | ф  | Пан Таксі                                             | Monsieur Taxi                                                    | Франсуа                                             |
| 1952      | ф  | Пан Легіньон-стрілочник                               | Monsieur Leguignon, lampiste                                     | мосьє Грожан — поліцейський і місцевий житель       |
| 1951      | ф  | Їх було п'ятеро                                       | Ils étaient cinq                                                 | Жан — листоноша                                     |
| 1951      | ф  | Кнок                                                  | Knock                                                            | перший хлопець                                      |
| 1951      | ф  | Король камелотів                                      | Le roi des camelots                                              | фр. La Globule                                      |
| 1950      | ф  | Потрібty бандит                                       | On demande un bandit                                             |                                                     |
| 1950      | тф | Удаваний хворий                                       | Le malade imaginaire                                             |                                                     |
| 1950      | ф  | Бог потребує людей                                    | Dieu a besoin des hommes                                         | Івон                                                |
| 1950      | ф  | Жінки божевільні                                      | Les femmes sont folles                                           | Еміль                                               |
| 1950      | ф  | Картуш, король Парижу                                 | Cartouche, roi de Paris                                          | Брін д'Амур, солдат                                 |
| 1950      | ф  | Немає вікендів y нашої любові                         | Pas de week-end pour notre amour                                 | хворий піаніст                                      |
| 1949      | ф  | Покровителька                                         | La patronne                                                      | бригадир                                            |
| 1949      | ф  | Остання година, незвичайне видання                    | Dernière heure, édition spéciale                                 | Нестор                                              |
| 1949      | ф  | Вовчиця                                               | La louve                                                         | Густав                                              |
| 1949      | ф  | Я кохаю тільки тебе                                   | Je n'aime que toi                                                | знавіснілий батько                                  |
| 1948      | ф  | Битва за вогонь                                       | La bataille du feu                                               | Альбер Фаржон                                       |
| 1948      | ф  | Виснажлива доля Гійєметта Бабена                      | Le destin exécrable de Guillemette Babin                         | Етьєн                                               |
| 1947      | ф  | Мосьє Вінсент                                         | Monsieur Vincent                                                 | батько Понтель                                      |
| 1947      | ф  | Схожа копія                                           | Copie conforme                                                   | 3-й співучасник                                     |
| 1947      | ф  | Доля розважається                                     | Le destin s'amuse                                                | третій спільник                                     |
| 1946      | ф  | Демони світанку                                       | Les démons de l'aube                                             | Дюран, на прізвисько Дюрандаль                      |
| 1942      | ф  | Газета виходить о 5 годині                            | Le journal tombe à cinq heures                                   | друкар                                              |
| 1941      | ф  | Згорілий павільйон                                    | Le pavillon brûle                                                |                                                     |

## Визнання
| Рік            | Категорія                     | Фільм            | Результат |
| -------------- | ----------------------------- | ---------------- | --------- |
| Премія «Сезар» |                               |                  |           |
| 1979           | Найкращий актор               | Цукор            | Номінація |
| 1979           | Найкращий актор другого плану | Цукор            | Номінація |
| 1983           | Найкращий актор другого плану | Знедолені        | Перемога  |
| 1987           | Найкращий                     | Втікачі          | Номінація |
| 1988           | Найкращий актор               | Міс Мона         | Номінація |
| 1992           | Найкращий актор другого плану | Спасибі, життя   | Перемога  |
| 1994           | Почесний «Сезар»              | Почесний «Сезар» | Перемога  |
| 7 d'Or Night   |                               |                  |           |
| 1991           | Найкращий актор               | Бувар і Пекюше   | Перемога  |
| 1995           | Найкращий актор               | Євгенія Гранде   | Номінація |